# Astronidium saulae
Astronidium saulae là một loài thực vật thuộc họ Melastomataceae. Đây là loài đặc hữu của Fiji.